# 黄合少镇
黄合少镇，是中华人民共和国内蒙古自治区呼和浩特市赛罕区下辖的一个乡镇级行政单位。

## 行政区划
黄合少镇下辖以下地区：
红岗社区、红峡社区、南地村、二十家村、石人湾村、后夭子村、东五十家村、西五十家村、新脑包村、东讨速号村、西讨速号村、格此老村、麻什村、朱亥村、夭子什村、五犋夭村、老丈夭村、西黄合少村、东黄合少村、西梁村、赛音不浪村、苏计村、保素村、太平庄村、辛庄子村、黑沙图村、美岱村、集贤村、添密湾村、添密梁村和五路村。